# Светица (могила)
Светица е тракийска надгробна могила, разположена близо до гр. Крън, община Казанлък, област Стара Загора.
Датира от V в. пр.н.е. и съдържа златна маска, въоръжение и разни съдове. Гробът вероятно принадлежи на тракийски владетел.

## Описание
Могилата е част от некропол в северната част на Казанлъшката котловина, в т. нар. Долина на тракийските царе. Отстои на 1,8 километра северно-северозападно от Крън и на 3 км югоизточно ог гр. Шипка.
Под насипа е открит зидан гроб. В него, заедно с останките на покойника, са открити оставени (вероятно негови) принадлежности и гробни дарове. Те включват известната златна маска с лице на мъж (предполагаемо Терес I) и тегло 673 грама, златен пръстен с изображение на младеж, въоръжение (ризница, колчан стрели, 2 меча, няколко върха от копия), 2 транспортни амфори, 2 кани с червенофигурна украса, сребърна чаша, бронзова хидрия, метални дръжки от съдове, глинена чаша.
Гробът датира във втората половина на V в. пр.н.е. Сигурни данни за това дават откритите 2 червенофигурни съда, доставени от Атина. Находките се съхраняват в Националния археологически музей в София.

## Проучвания
Могила Светица е разкопана през 2004 г. от екипа на Георги Китов. Името ѝ идва от близкия извор, който местните хора наричат Светица.